# 飯能市立飯能第一中学校
飯能市立飯能第一中学校（はんのうしりつ はんのうだいいちちゅうがっこう）は、埼玉県飯能市にある公立中学校。略称は飯能一中、一中。

## 概要
- 在籍生徒数543名、学級数16学級（2016年5月1日現在）、教職員数41名[2]。
- 校訓は「敬　愛　真」、学校教育目標は「自立・共生」（「自ら気づき考え、正しく判断し、責任を持って行動できる生徒」「共感する力や思いやりの心を持ち、集団の一員として互いに高め合える生徒」）[3][4]。

## 沿革

### 経緯
1947年4月1日に旧飯能青年学校及び飯能第一小学校地内に飯能町立飯能第一中学校として開校した。1948年8月18日の飯能町議会は飯能第一中学校の建設用地として小西六・六櫻社の軍需工場跡地の買収を決議し、11月に起工、1951年11月21日に新校舎が完成した。新校舎完成前の1949年4月9日に飯能第一小学校地内から六櫻社の建物を利用した仮校舎に移転している。1954年の市制施行により飯能市立飯能第一中学校に改称した。1962年には生徒数が最高の2118人、42学級になるなど、埼玉県下有数のマンモス校として知られていたが、1972年に飯能市立飯能西中学校、1979年に飯能市立加治中学校が新設され生徒は分散した。校地の広さでも知られていたが、1972年に飯能市役所、1975年に富士見小学校に用地を充当して縮小した。

### 年表
- 1947年（昭和22年）4月1日 - 旧飯能青年学校及び飯能第一小学校地内に飯能町立飯能第一中学校が開校する[1]。
- 1947年（昭和22年）5月5日 - 開校式挙行[1]。
- 1949年（昭和24年）11月3日 - 校歌制定[1]。
- 1950年（昭和25年）3月28日 - 校訓・校章制定[1]。
- 1950年（昭和25年）3月31日 - 第2学区分教場、精明中学校を統合する[8][1]。
- 1951年（昭和26年）3月31日 - 加治中学校を統合する[8][1]。
- 1951年（昭和26年）10月1日 - 校旗制定[1]。
- 1951年（昭和26年）11月21日 - 双柳に新校舎が完成する[7][1]。
- 1954年（昭和29年）1月1日 - 市制施行により飯能市立飯能第一中学校に改称する[1]。
- 1957年（昭和32年）10月8日 - プールが完成する[11][1]。
- 1963年（昭和38年）3月9日 - 体育館が完成する[12][1]。
- 1963年（昭和38年）4月1日 - 特殊学級開設[1]。
- 1965年（昭和38年）5月 - 校地内の中山掘埋立工事が完成する[13]。
- 1970年（昭和45年）4月1日 - 分校が設置される[14]。
- 1972年（昭和47年）4月1日 - 分校が飯能市立飯能西中学校として独立する[14][1]。
- 1972年（昭和47年）4月 - 新校舎が完成する[14][1]。
- 1974年（昭和49年）9月6日 - 新プールが完成する[15]。
- 1977年（昭和52年）2月 - 防音校舎4期工事竣工[14][1]。
- 1979年（昭和54年）4月1日 - 分校が飯能市立加治中学校として独立する[1]。
- 1980年（昭和54年）2月 - 増築・改修工事竣工[14][1]。
- 1988年（昭和63年）3月31日 - 開校記念日を11月15日に変更する[1]。

## 部活動
陸上競技、野球、サッカー、男子ソフトテニス、女子ソフトテニス、男子バスケットボール、女子バスケットボール、バレーボール、男子卓球、女子卓球、剣道、吹奏楽、美術、学習

## 通学区域
八幡町1番8号から1番18号まで、8番1号から8番5号まで、8番18号、8番19号、8番23号及び8番24号、柳町1番から19番まで及び25番から26番まで、新町、東町、大字中山152番2、215番1、215番6から215番8まで、218番2、262番1、262番4、262番6、263番から280番まで、282番から283番4まで、284番2、284番3、285番2から285番6まで、286番2から286番4まで、287番3、287番4、287番6、363番1及び363番5から364番4まで、栄町、緑町、大字下加治、大字小久保、大字宮沢、大字平松、大字川崎、大字下川崎、大字新光、大字芦苅場、大字双柳1番から1509番まで（218番1から281番4まで、690番2、693番1、693番3、694番1、694番4、695番1から695番3まで、696番、697番2から697番5まで、698番1、756番3、756番5、757番1、757番4から757番9まで、758番1、758番2、758番5、759番1から759番5まで、760番1、760番5、760番15、761番1から761番3まで、762番3、773番1、773番7、774番1から774番3まで、775番1、775番2、775番11、775番12、779番3、779番6から779番8まで、780番1、780番5から780番8まで、781番1から781番3まで、782番3、782番5、782番12及び782番13を除く。）、大字青木、大字中居

## 進学前小学校
- 飯能市立精明小学校
- 飯能市立富士見小学校
- 飯能市立双柳小学校

## 通学区域内の主な施設
- 柳町：国際興業バス飯能営業所、飯能郵便局
- 東町：東飯能駅
- 栄町：丸広百貨店飯能店、飯能信用金庫本店
- 緑町：NTT東日本飯能緑町ビル
- 下加治：大川学園医療福祉専門学校、飯能看護専門学校
- 小久保：飯能ケーブルテレビ本社、埼玉西部消防局飯能日高消防署
- 宮沢：宮沢湖
- 新光：椿本チエイン埼玉工場
- 双柳：飯能市役所（本庁舎・本庁舎別館）、飯能市立図書館富士見分室、飯能県土整備事務所、飯能合同庁舎（さいたま地方法務局飯能出張所、さいたま地方検察庁飯能区検察庁、所沢公共職業安定所飯能出張所）、飯能市役所第2庁舎（教育センター）、埼玉県飯能合同庁舎（飯能県税事務所、川越農林振興センター林業部）、さいたま家庭裁判所飯能出張所、飯能簡易裁判所、総合福祉センター（児童センター）、保健センター、勤労青少年ホーム、飯能警察署、東京電力川越支社飯能営業センター、西武ガス本社

## 交通アクセス
所在地：埼玉県飯能市双柳一番一号。
- JR東日本八高線・西武池袋線東飯能駅東口より徒歩約10分[16]。
- 西武池袋線飯能駅北口より徒歩約20分[16]。